# Cecilia Margaret Harbord
Lady Cecilia Margaret Harbord, marchesa di Lincolnshire (Londra, 15 giugno 1856 – Burnt Norton, 6 ottobre 1934), è stata una nobildonna inglese.

## Biografia
Era la figlia di Charles Harbord, V barone Suffield, e di sua moglie, lady Cecilia Baring.

## Matrimonio
Sposò, il 15 luglio 1878 nella cappella reale a Whitehall, Charles Wynn-Carington, I marchese di Lincolnshire, figlio di Robert Carrington, II barone Carrington e di sua moglie, lady Charlotte Drummond-Willoughby. Ebbero sei figli:
- Lady Marjorie Cecilia Wynn-Carington (4 aprile 1880-17 giugno 1968), sposò Charles Wilson, II barone Nunburnholme, ebbero due figli;
- Lady Alexandra Augusta Wynn-Carington (6 marzo 1881-12 gennaio 1955), sposò il colonnello William Llewellen Palmer, ebbero un figlio;
- Lady Ruperta Wynn-Carington (19 luglio 1883-26 giugno 1963), sposò William Legge, VII conte di Dartmouth, ebbero sei figli;
- Lady Judith Sydney Myee Wynn-Carington (27 settembre 1889-14 marzo 1928), sposò Walter Keppel, IX Conte di Albemarle, ebbero cinque figli;
- Lady Victoria Alexandrina Wynn-Carington (7 dicembre 1892-28 marzo 1966), sposò in prime nozze Walter Nigel Legge-Bourke ed ebbero un figlio, sposò in seconde nozze Edric Weld Forester ed ebbero tre figli;
- Albert Edward Charles Robert Wynn-Carington, visconte Wendover (24 aprile 1895-19 maggio 1915).

Il 18 luglio 1895 divenne contessa Carrington e il 26 febbraio 1912 divenne marchesa di Lincolnshire. Ha ricoperto la carica di Lady of the Bedchamber della regina Alessandra tra il 1911 e il 1925.

## Morte
Morì il 6 ottobre 1934, all'età di 78 anni, a Burnt Norton, nel Gloucestershire.